# Hazen Argue
Pour les articles homonymes, voir Argue.
Hazen Robert Argue (né le 6 janvier 1921 à Kayville (en) en Saskatchewan, mort le 2 octobre 1991 à Regina en Saskatchewan), est un homme politique socialiste canadien.
Il est le premier député du Parti social-démocratique du Canada en 1945 et sert comme 3e chef du parti de 1960 à 1961.
En 1962, il quitte les Néo-démocrates pour siéger dans le caucus du Parti libéral du Canada mais est défait en 1963. Nommé au Sénat pour représenter la division de Regina en 1966, il entre au cabinet du premier ministre Pierre Trudeau en tant que seul représentant de la Saskatchewan à titre de ministre responsable de la Commission canadienne du blé.
Il est connu pour être un ardent défenseur de l'annexion des Îles Turques-et-Caïques par le Canada. Il est également le premier sénateur à faire face à des accusations de fraudes en 1989, charges qui sont par la suite abandonnées.

## PSDC et NPD
Né dans une famille propriétaire d'une ferme, Argue travaille sur place jusqu'à son entrée à la Chambre des communes. Élu député fédéral social-démocratique lors de l'élection de 1945. À 24 ans, il devient à ce moment le plus jeune député élu. Après le raz-de-marée des progressiste-conservateur de John Diefenbaker en 1958, Argue fait partie des huit députés sociaux-démocrates ayant réussis à conserver leur siège et le seul en Saskatchewan. Le chef du parti M. J. Coldwell, qui avait perdu son poste de député, Argue est choisi par le caucus en tant que Leader parlementaire. À la suite de la démission de Coldwell de la direction du parti, Argue est choisi en tant que chef lors de la convention du parti durant l'été 1960.
À ce moment, le parti est alors engagé dans un plan triennal devant mener à la création d'un nouveau parti issu de l'union des forces socialistes canadiennes et mené par le Congrès du travail du Canada (CTC). Bien que ces travaux avaient débutés en avril 1958, Argue et plusieurs ténors du parti n'étaient pas convaincus que la fusion était la meilleure solution pour revitaliser le parti. Néanmoins, l'organisation se nommait alors le Nouveau Parti (New Party) de 1958 à 1961. En octobre 1960, Walter Pitman devient le premier à remporter une élection sous la bannière du Nouveau Parti lors d'une élection partielle dans la circonscription de Peterborough en Ontario. Cette victoire permet de donner davantage de crédibilité aux responsables qui tentent alors de modeler la nouvelle organisation sous le modèle du Parti travailliste britannique. Par la suite, Argue se présente en tant que candidat dans la première course à la direction néo-démocrate (en) en 1961. Néanmoins, Argue est sévèrement défait lors du premier tour de scrutin par le favori et premier ministre de la Saskatchewan, Tommy Douglas. Douglas bénéficiait alors du soutien de président du CTC, Claude Jodoin, et le président du PSDC, David Lewis. Lors de son discours de concession, Argue déclare « Quel que soit mon rôle dans les années à venir, je parlerai en votre nom. Je travaillerai pour vous, je ne vous laisserai jamais tomber. ». Argue demeure dans le caucus du parti aux Communes, mais n'a que peu de contact avec Douglas.

## Député libéral et sénateur

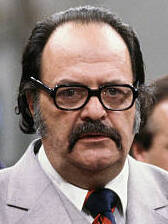
Sénateur et ministre Hazen Argue vers 1981.

Six mois plus tard, Argue devient transfuge et s'associe aux Libéraux en mentionnant que les divisions internes au sein du NPD inhérentes aux intérêts des fermiers qui sont éclipsés par celle des travailleurs. Réélu en 1962, il est défait en 1963 et à  nouveau en 1965. En 1966, il est nommé au Sénat du Canada et siège au caucus libéral.
À la suite de l'élection de 1980 à la suite de laquelle les Libéraux échouent à faire élire un seul député à l'ouest de Winnipeg, le premier ministre Pierre Trudeau nommé Argue ministre d'État responsable de la Commission canadienne du blé.

## Dernières années
En 1989, il devient le premier sénateur à être inculpé de charge de détournement de fonds publics et de fraude. La Gendarmerie royale du Canada allègue alors que des fonds publics ont été utilisés afin de favoriser la nomination de la conjointe de Argue dans une circonscription ottavienne en vue des élection fédérale de 1988. Les charges sont finalement abandonnées en 1991 par le procureur de la couronne lorsqu'il devient évident que Argue s'approchait de la mort puisqu'il était alité la majeure partie de l'année en raison du cancer.
Argue meurt à Regina en octobre 1991 à l'âge de 70 ans. Sa dépouille repose au Riverside Memorial Park Cemetery de Regina.